# Joan Roig i Gironella
Joan Roig i Gironella (Barcelona, 15 d'abril de 1912-10 d'abril de 1982) fou un jesuïta i filòsof català. Va ser professor de la Facultats de Teologia i Filosofia Sant Francesc de Borja a Sant Cugat del Vallès. També fou director de la Fundació Balmesiana.

## Biografia
Es va formar amb els jesuïtes a la Facultat de Teologia i Filosofia del Col·legi Sant Ignasi - Sarrià. Va incorporar-se a la Companyia de Jesús el 1927. Va completar els seus estudis al Col·legi de Vals-prés-le Puy (França), sota el mestratge d'Auguste Etcheverry, on es va doctorar en filosofia el 1942 amb un treball sobre Maurice Blondel. Posteriorment, el 1942 va començar a impartir l'assignatura de metafísica als jesuïtes de Sant Ignasi a Barcelona i a partir del 1949 a Sant Cugat del Vallès, fins al 1967. El 1969 va començar a impartir classes sobre sistemes filosòfics.
Més enllà de la docència, va continuar la tasca d'Ignasi Casanovas primer com a mà dreta i després com a director de la Fundació Balmesiana. Allà va crear l'Instituto Filosófico, va dirigir la revista Pensamiento i el 1952 va fundar Espíritu. Era un defensor de la filosofia tomista, seguint la branca de Suárez, tot defensant el realisme cristià. Va ser molt crític amb el cartesianisme i amb l'obra d'Immanuel Kant. També va escriure en contra de Nietzsche, Ortega y Gasset, Leibniz, Hegel, Heidegger i Unamuno, entre d'altres, tot defensant la perennis philosophia, des d'un punt de vista cristià. Fou membre de la Societat Espanyola de Filosofia i d'altres associacions de caràcter internacional.

## Obres destacades
- Filosofia blondeliana, Barcelona, 1944.
- Filosofia y vida, Barcelona, 1946.
- La filosofía de la acción, Madrid, 1943.
- Filosofía y razón, Madrid, 1949.
- Investigaciones metafísicas, Barcelona, 1949.
- Perfiles, Barcelona, 1950.
- Dios llama a tu alma, Barcelona, 1961.
- Amor, Barcelona, 1967.
- Balmes filósofo, Barcelona, 1969.[2]